# Ovidia (växt)
Ovidia är ett släkte inom familjen tibastväxter, och beskrevs 1857 av Carl Daniel Friedrich Meisner. Släktet förekommer i Sydamerika, från Bolivia till södra Sydamerika.